# Serraulax orientalis
Serraulax orientalis är en stekelart som först beskrevs av Szepligeti 1914.  Serraulax orientalis ingår i släktet Serraulax och familjen bracksteklar. Inga underarter finns listade i Catalogue of Life.